# Triplophysa yaopeizhii
 Triplophysa yaopeizhii és una espècie de peix de la família dels balitòrids i de l'ordre dels cipriniformes que es troba a Xizang (Xina).